# Episodi di Philip K. Dick's Electric Dreams
La serie televisiva Philip K. Dick's Electric Dreams è composta da 10 episodi antologici, ognuno basato su un racconto di Philip K. Dick. Viene trasmessa dal 17 settembre 2017 sul canale britannico Channel 4.
In Italia e negli Stati Uniti la prima stagione è stata pubblicata da Prime Video il 12 gennaio 2018, cambiando l'ordine degli episodi rispetto alla trasmissione originale.
| n° Channel 4 | n° Amazon | Titolo            | Prima TV UK       | Prima TV Italia |
| ------------ | --------- | ----------------- | ----------------- | --------------- |
| 1            | 5         | The Hood Maker    | 17 settembre 2017 | 12 gennaio 2018 |
| 2            | 8         | Impossible Planet | 24 settembre 2017 | 12 gennaio 2018 |
| 3            | 9         | The Commuter      | 1º ottobre 2017   | 12 gennaio 2018 |
| 4            | 4         | Crazy Diamond     | 8 ottobre 2017    | 12 gennaio 2018 |
| 5            | 1         | Real Life         | 15 ottobre 2017   | 12 gennaio 2018 |
| 6            | 3         | Human Is          | 29 ottobre 2017   | 12 gennaio 2018 |
| 7            | 10        | Kill All Others   | 12 gennaio 2018   | 12 gennaio 2018 |
| 8            | 2         | Autofac           | 12 gennaio 2018   | 12 gennaio 2018 |
| 9            | 6         | Safe And Sound    | 12 gennaio 2018   | 12 gennaio 2018 |
| 10           | 7         | The Father Thing  | 12 gennaio 2018   | 12 gennaio 2018 |

## The Hood Maker
- Diretto da: Julian Jarrold
- Scritto da: Philip K. Dick (racconto), Matthew Graham

### Trama
In un regime autoritario chiamato Free Union, una piccola minoranza di umani ha sviluppato delle capacità telepatiche. Temuti e odiati dalla società, vengono definiti "Tele", vivono segregati nei ghetti e vengono regolarmente discriminati. Il governo ha varato un piano per il loro studio e utilizzo insieme alle forze dell'ordine per prevenire crimini e per cercare di scovare un gruppo di anarchici molto ferrati che effettuano proteste e atti di guerriglia.
Una telepate chiamata Honor viene reclutata per lavorare per la polizia e stringe una intima amicizia con l'agente Ross, incaricato di supervisionarla. La coppia indaga su questo gruppo di anarchici quando un misterioso individuo che si autodefinisce "Hood Maker" inizia a distribuire maschere fatte di lino a prova di telepate in tutta la città; chi le indossa impedisce la lettura della propria mente da parte dei "Tele". Le proteste aumentano e la situazione degenera quando un gruppo di telepati si ribella. Le indagini portano a trovare l'autore delle maschere, che è un ex ricercatore che lavorava sullo studio delle capacità dei telepati. Qui Honor scopre di non riuscire a leggere la mente di Ross perché lui possiede una sorta di immunità.
- Cast: Richard Madden, Holliday Grainger, Noma Dumezweni, Richard McCabe, Tony Way, Anneika Rose, Paul Ritter
- Racconto originale: Il fabbricante di cappucci (The Hood Maker)[3]

## Impossible Planet
- Diretto da: David Farr
- Scritto da: Philip K. Dick (storia), David Farr

### Trama
Irma, un'anziana signora di oltre trecento anni, si presenta con il proprio robot nell'agenzia di viaggi di Andrews e Norton, chiedendo di essere portata sulla Terra. Ma il pianeta è andato distrutto da tempo, così i due impiegati, dato l'alto compenso offerto dalla donna, decidono di accettare l'incarico ingannandola e portandola su di un altro pianeta che spacceranno per la Terra.
- Cast: Jack Reynor, Benedict Wong, Geraldine Chaplin, Georgina Campbell
- Racconto originale: Il pianeta impossibile (The Impossible Planet)[3]

## The Commuter
- Diretto da: Tom Harper
- Scritto da: Philip K. Dick (storia), Jack Thorne

### Trama
Ed Jacobson è un ferroviere che lavora alla stazione di Woking. La sua vita prende una brutta piega quando suo figlio Sam inizia a sperimentare e manifestare episodi psicotici, attacchi di ira e violenza improvvisi. Successivamente, una giovane agente assicuratrice di nome Linda chiede un biglietto ferroviario per una destinazione inesistente chiamata "Macon Heights". Incuriosito, Jacobson cerca di capire dove sia, e segue dei passeggeri che a un certo punto del tracciato ferroviario saltano giù dal treno in un campo aperto; cammina verso un villaggio idilliaco, utopico e fantastico che però non esiste, dove i giorni sono tutti uguali e dove vengono portate da Linda le persone che hanno subito gravi traumi, che qui vengono spazzati via e possono avere una vita felice. Al suo ritorno a casa, Ed scopre che suo figlio non è mai esistito. Tornato a Macon Heights, Ed comprende che Linda aveva portato con sé Sam per liberare il padre dal peso di una vita difficile e infelice. Ed tuttavia le chiede di ripristinare la sua vita originale.
- Cast: Timothy Spall, Rebecca Manley, Anthony Boyle, Rudi Dharmalingham, Tuppence Middleton, Anne Reid, Ann Akin, Hayley Squires, Tom Brooke
- Racconto originale: Il pendolare (The Commuter)[3]

## Crazy Diamond
- Diretto da: Marc Munden
- Scritto da: Philip K. Dick (storia), Tony Grisoni

### Trama
In un futuro distopico e lontano, le terre emerse del pianeta stanno svanendo a causa dell'erosione dei mari che giorno dopo giorno distrugge pezzi considerevoli di coste e i viveri e gli alimenti deperiscono in un singolo giorno. Ed Morris lavora in un'azienda che produce umanoidi sintetici realizzandoli combinando il DNA umano con quello dei maiali, chiamati Jacks e Jills, e delle capsule contenente il QC (la "coscienza quantica") che, venendo iniettate nei Jack e Jills,  dà loro intelligenza ed emozioni. Viene avvicinato da una Jill morente, che vuole che lui la aiuti a rubare dieci QC, di cui una per estendere la propria vita, e il resto da vendere al mercato nero, con una quota destinata a Ed per potersi imbarcare su una nave da lui mantenuta e iniziare una nuova vita con sua moglie, Sally.
- Cast: Julia Davis, Steve Buscemi, Sidse Babett Knudsen, Joanna Scanlan, Michael Socha
- Racconto originale: Vendete e moltiplicatevi (Sales Pitch)[3]

## Real Life
- Diretto da: Jeffrey Reiner
- Scritto da: Philip K. Dick (storia), Ronald D. Moore

### Trama
In un futuro prossimo in cui la tecnologia si è evoluta e le auto volanti a guida autonoma sono la norma, Sarah è una poliziotta lesbica sposata con Katie. A causa di un misterioso massacro, Sarah è molto stressata e Katie decide di regalarle una piattaforma di realtà virtuale che le fa sognare una vacanza basata sulle sue esperienze di vita e sul suo io più profondo. Sarah si ritrova in un mondo proiettato nel passato, nei panni di George, il capo di un'industria che sta progettando il più avanzato modello di realtà virtuale del suo tempo.
Mentre entrambi cercano di capire quale di loro sia "reale" e quale stia vivendo in un sogno, entrambi stanno perseguendo assassini violenti i cui piani potrebbero avere conseguenze dirompenti. In una corsa contro il tempo, condividendo un legame che nessun altro può vedere, apprendono che la stessa cosa che li connette può anche distruggerli.
- Cast: Anna Paquin, Terrence Howard, Rachelle Lefèvre, Jacob Vargas, Sam Witwer, Guy Burnet, Lara Pulver
- Racconto originale: Un pezzo da museo (Exhibit Piece)[3]

## Human Is
- Diretto da: Francesca Gregorini
- Scritto da: Philip K. Dick (storia), Jessica Mecklenburg

### Trama
In un futuro lontano la Terra è pesantemente inquinata e l'aria è quasi irrespirabile; unico modo per purificarla è attraverso una sostanza presente su un altro pianeta. La direttrice della missione Vera Herrick è intrappolata in un matrimonio senza amore con un eroe di guerra, il Colonnello Silas Herrick, il quale è scontroso e la trascura. Silas ritorna sul pianeta di Rexor IV per prelevare la sostanza necessaria per depurare l'atmosfera tossica della Terra, ma la squadra viene attaccata dai Rexoriani, ovvero gli abitanti locali che sono spietati e si presentano con una forma non organica.
Durante la missione la legione umana viene attaccata e solo in due riescono a sopravvivere. Quando la loro nave torna dopo la missione con il pilota automatico, Silas è apparentemente sopravvissuto e Vera lo trova cambiato, insolitamente gentile e premuroso nei suoi confronti. La coppia viene arrestata dallo Stato, che crede che Silas sia stato sostituito da una coscienza Rexoriana; durante il processo tutte le testimonianze vanno contro Silas, ma la moglie, per amore del marito, con la sua testimonianza lo fa scagionare. Alla fine del processo Vera ha la conferma che Silas è in realtà un rexoriano e accetta con piacere la nuova situazione.
- Cast: Essie Davis, Bryan Cranston, Liam Cunningham
- Racconto originale: Umano è (Human Is)[3]

## Kill All Others
- Diretto da: Dee Rees
- Scritto da: Philip K. Dick (storia), Dee Rees

### Trama
In un prossimo futuro utopico, la pubblicità video è ovunque e si presenta sotto forma di ologrammi. Il Nord America (Canada, USA e Messico) è un'unica nazione con un unico candidato presidenziale, dove vige una sorta di "democrazia autoritaria". Philbert Noyce è un operaio di una fabbrica completamente automatizzata e robotizzata, ed è poco entusiasta del consumismo e della tecnologia che lo circonda. Durante il discorso del Candidato alla TV, Philbert sente pronunciare le parole "uccidere tutti gli altri" mentre le parole lampeggiano sullo schermo sotto forma di messaggi subliminali. Pochi altri hanno visto, notato o ascoltato il messaggio, ma molti ne sono stati influenzati. Solo uno dei colleghi di lavoro di Philbert crede a quello che dice sul messaggio e sul sistema politico.
- Cast: Vera Farmiga, Mel Rodriguez, Jason Mitchell, Glenn Morshower
- Racconto originale: L'impiccato (The Hanging Stranger)[3]

## Autofac
- Diretto da: Peter Horton
- Scritto da: Travis Beacham, Philip K. Dick (storia)

### Trama
In un futuro post-bellico dove una guerra atomica ha portato alla distruzione quasi totale della Terra e dell'umanità, il mondo è sovrastato e inquinato da un'industria manifatturiera automatizzata, l'Autofac, che invia ovunque prodotti inutili utilizzando droni. Una piccola comunità è riuscita a sopravvivere e vede il mondo naturale intorno a loro svanire per l'inquinamento causato dal mega-agglomerato. Un gruppo di persone progettano di infiltrarsi nella fabbrica difesa da armi mortali come una fortezza e di distruggerla dall'interno. Arrivati nel cuore della fabbrica si scopre che la specie umana si è estinta e che gli ultimi sopravvissuti non sono altro che androidi creati in piccole colonie separate dall'Autofac per ripopolare la Terra e per ricreare dei consumatori per i suoi prodotti.
- Cast: Janelle Monáe, Juno Temple, Jay Paulson, David Lyons
- Racconto originale: Autofac (Autofac)[3]

## Safe And Sound
- Diretto da: Alan Taylor
- Scritto da: Philip K. Dick (storia), Kalen Egan, Travis Sentell

### Trama
In un prossimo futuro gli Stati Uniti sono divisi in due sezione, una a est con "città sicure" ad alta tecnologia, istericamente paranoiche e una a ovest con comunità "sotto le cupole" in cui le tecnologie invasive vengono rifiutate. Un rappresentante della "cupola" ottiene un permesso speciale ed emigra con la figlia, per un anno nell'est per effettuare dei negoziati con i potenti della città. Mentre la madre cerca di negoziare con le città per migliorare la vita nelle cupole, sua figlia, Foster, lotta per adattarsi alla vita scolastica, alle sue stranezze sociali e alle tecnologie pervasive che la circondano. Tutti gli studenti posseggono dei bracciali chiamati "Dex", che tengono traccia di tutte le attività e della vita dei possessori per monitorarli e garantire loro maggiore sicurezza contro dei fantomatici attentati causati e architettati da chi viene dall'ovest. Per riuscire a integrarsi, Foster cerca di ottenere illegalmente un "Dex".
- Cast: Annalise Basso, Maura Tierney
- Racconto originale: Foster, sei tu (Foster, You're Dead!)[3]

## The Father Thing
- Diretto da: Michael Dinner
- Scritto da: Philip K. Dick, Michael Dinner

### Trama
Charlie, un bambino di undici anni, ha un rapporto molto stretto con suo padre, ed entrambi condividono l'amore per il baseball. Una notte, mentre sono accampati fuori durante il campeggio, vedono dei meteoriti incandescenti che precipitano dal cielo. Il giorno dopo Charlie vede suo padre di ritorno a casa entrare nel garage con l'auto e nota dalle finestre delle luci che brillano. Guardando dentro, Charlie vede un uomo nudo che emette un fascio di luce che dalla sua bocca va verso quella di suo padre. Il padre inizia ad avere comportamenti strani e Charlie scopre che degli alieni dalle sembianze di insetti stanno rimpiazzando gli esseri umani.
- Cast: Greg Kinnear, Mireille Enos
- Racconto originale: La cosa-padre (The Father-thing)[3]